# Yuki Suetsugu
Yuki Suetsugu (末次由紀 Suetsugu Yuki?, Prefectura de Fukuoka, Japón, 8 de septiembre de 1975) es una dibujante de manga japonesa conocida por ser la autora de Chihayafuru. 
Durante 2005 puso en hiatus su carrera, debido al descubrimiento de plagio en su obra Eden no Hana. En marzo de 2007 retoma sus trabajos de mangaka.
En 2009 gana el primer lugar del Manga Taishō Awards 2009, con su obra Chihayafuru.
En  2011 gana el premio del 35ª Kōdansha manga Shō, en la categoría de Shōjo, también con su obra Chihayafuru.

## Carrera
Yuki Suetsugu inicia su carrera como mangaka en 1992, a la edad de 17 años. En aquel año, su obra breve titulada Taiyō no Romance, recibe mención honorífica en el concurso para mangakas debutantes, organizado por la Revista Nakayoshi, de la editorial Kōdansha. Posteriormente, en 1995 comienza a trabajar cen la Revista Bessatsu Friend, perteneciente a la misma editorial.
En el año 2005, tras una serie de acusaciones de plagio, decide paralizar su carrera por un período de dos años. En marzo de 2007 se reincorpora, vinculándose a la Revista Be Love de la Editorial Kōdansha. Actualmente, se encuentra trabajando en este rubro.
En el año 2012, fue parte del equipo de autores que compuso el primer volumen de Antología Story 311, la cual surgió como conmemoración al terremoto de Tohoku ocurrido en el 2011. La antología de manga reúne una serie de historias breves, cada una escrita y dibujada por un autor distinto. Estas se vinculan a las experiencias de las personas sobrevivientes del terremoto y, a su vez, deja en manifiesto la confrontación que tuvieron que conllevar estos autores con el mismo acontecimiento. Todas las ganancias de las ventas fueron donadas para la reconstrucción de las zonas afectadas por el terremoto. En el año 2014 se publicó el segundo tomo de la antología, con la incorporación de nuevos de autores. Los nombres de los autores del primer tomo son: Yuki Suetsugu, Satoru Hiura, Rinko Ueda, Ume, Mari Okazaki, Keiko Okamoto, Riho Sachimi, Mayu Shinjo, Nagamu Nanaji, Akiko Higashimura y Tachibana Higuchi. Los nombres de los artistas del segundo tomo son: Satoru Hiura, Toshinao Aoki, Ume, Kazumi Ohya, Keiko Okamoto, Riho Sachimi, Mayu Shinjo, Nagamu Nanaji, Tomoko Ninomiya, Kyo Hatsuki, Naoko Matsuda, Mitsuya Sasaki.
En el año 2017, en el marco del reciente estreno de la 21° película de Detective Conan, titulada Detective Conan: La carta de amor carmesí, Suetsugu colaboró con Gosho Aoyama, autor del manga Detective Conan, para crear una ilustración en conjunto a modo de celebración. La película nos muestra un nuevo personaje llamado Momiji Ooka, una campeona de Karuta de secundaria. La obra célebre de Suetsugu, Chihayafuru, trata sobre una joven de preparatoria que busca ser la mejor jugadora de karuta de Japón. Ambos mangakas conversaron sobre esta conexión entre sus personajes.

## Obras[1]
| Tìtulo                           | Tìtulo en japonès        | Año de publicación | Género                                                              | Volúmenes      | Estado                                                   | Premios                                                                       |
| -------------------------------- | ------------------------ | ------------------ | ------------------------------------------------------------------- | -------------- | -------------------------------------------------------- | ----------------------------------------------------------------------------- |
| Taiyō no Romance                 | -                        | 1992               | Romance, Shōjo                                                      | Historia breve | Finalizado                                               | Mención honorífica concurso para mangakas debutantes Revista Nakayoshi.       |
| Kimi no Shiroi Hane              | 君の白い羽根             | 1995               | Fantasía, Shōjo, Recuentos de la vida                               | 1              | Finalizado                                               | -                                                                             |
| Kono mune no Sunao               | この胸の素直             | 1996               | Romance, Shōjo                                                      | 1              | Finalizado                                               | -                                                                             |
| Kimi no Tame no Nani mo Kamo     | 君のための何もかも       | 1996               | Vida escolar, Shōjo                                                 | 1              | Finalizado                                               | -                                                                             |
| Promise                          | プロミス                 | 1996               | Drama, Romance, Vida escolar, Shōjo,Tragedia                        | 1              | Finalizado                                               | -                                                                             |
| Only You                         | 翔べない翼               | 1997-1999          | Drama, Romance, Shōjo, Sobrenatural                                 | 8              | Finalizado                                               | -                                                                             |
| Kimi no Kuroi Hane               | 君の黒い羽根             | 1998               | Fantasía, Romance, Shōjo, Recuentos de la vida                      | 2              | Finalizado                                               | -                                                                             |
| Itoshii Kimi                     | いとしいキミ             | 1998-1999          | Romance, Vida escolar, Shōjo                                        | 1              | Finalizado                                               | -                                                                             |
| Kimi no Shiroi Hane II           | 君の白い羽根II           | 2000               | Fantasía, Shōjo, Recuentos de la vida                               | 1              | Finalizado                                               | -                                                                             |
| Eden no Hana                     | エデンの花               | 2000-2004          | Drama, Romance, Vida escolar, Shōjo                                 | 12             | Finalizado. Cancelada su distribución por caso de plagio | -                                                                             |
| Kimi no Shiroi Hane DX           | 君の白い羽根DX           | 2001               | Fantasía, Shōjo, Recuentos de la vida                               | 1              | Finalizado                                               | -                                                                             |
| Kimi no Kuroi Hane DX            | 君の黒い羽根DX           | 2001               | Fantasía, Romance, Shōjo, Recuentos de la vida                      | 1              | Finalizado                                               | -                                                                             |
| Namida Hyakuman Tsubu            | 涙１００万粒             | 2001               | Drama, Romance, Shōjo, Vida escolar                                 | 1              | Finalizado                                               | -                                                                             |
| Kimi wa Boku no Kagayakeru Hoshi | 君は僕の輝ける星         | 2002-2004          | Romance, Vida escolar, Shōjo                                        | 1              | Finalizado                                               | -                                                                             |
| 100% no Kimi e                   | 100％の君へ              | 2003-2005          | Drama, Romance, Vida escolar, Shōjo                                 | 2              | Finalizado                                               | -                                                                             |
| Silver                           | Silver                   | 2004-2005          | Drama, Romance, Vida escolar, Shōjo, Sobrenatural                   | 2              | Cancelado por problemas de plagio                        | -                                                                             |
| Kimi no Shiroi Hane DX II        | 君の白い羽根DXII         | 2005               | Fantasía, Shōjo, Recuentos de la vida                               | 1              | Finalizado                                               | -                                                                             |
| Kimi no Kuroi Hane DX II         | 君の黒い羽根DXII)        | 2005               | Fantasía, Romance, Shōjo, Recuentos de la vida                      | 1              | Finalizado                                               | -                                                                             |
| Harukoi                          | ハルコイ                 | 2007               | Drama, Josei, Romance, Recuentos de la vida                         | 1              | Finalizado                                               | -                                                                             |
| Chihayafuru                      | ちはやふる               | 2007- presente     | Drama, Josei, Romance, Vida escolar, Recuentos de la vida, Deportes | 40             | En emisión                                               | 1.Manga Taishō Awards 2009. 2.35ª Kōdansha manga Shō como mejor Shōjo (2011). |
| Couverture                       | クーベルチュール         | 2009- presente     | Drama, Josei, Romance, Recuentas de la vida                         | 2              | En Emisión                                               | -                                                                             |
| Story 311                        | ストリート               | 2012               | Drama, Psicológico, Recuentos de la vida                            | 1              | Finalizado                                               | -                                                                             |
| Chihayafuru: Chuugakusei-hen     | 小説 ちはやふる 中学生編 | 2012-2013          | Drama, Josei, Romance, Vida escolar, Recuentos de la vida, Deportes | 4              | Finalizado                                               | -                                                                             |

## Controversia
Caso de plagio de Yuki Suetsugu
En octubre de 2005, Suetsugu es acusada de plagio literario a dos obras de Takehiko Inoue. Algunos usuarios japoneses del foro 2ch iniciaron una serie de comparaciones entre algunas escenas del manga Eden no Hana de Suetsugu, con otras pertenecientes a Slam Dunk y Real de Takehiko Inoue, desvelando grandes similitudes entre las obras.
Eden no Hana comenzó su serialización en el año 2000, culminando en el 2004 en la Revista Bessatsu Friend, mientras que Slam Dunk se publicó durante los años 1990 y 1996 en la Revista Shōnen Jump de Shueisha.
El 18 de octubre del mismo año, la Editorial Kōdansha se refirió al respecto, pidiendo disculpas por lo ocurrido y mencionando que se encontraban trabajando en el caso. Además, aseveró que la mayoría de las acusaciones eran ciertas, añadiendo que Suetsugu había confesado haber incurrido en aquel acto. Kōdansha ordenó el cese inmediato de todas las obras de Suetsugu que estaban publicando y distribuyendo. En consecuencia, se retiró del mercado la obra protagonista del escándalo, Eden no Hana, que había finalizado el año pasado y el manga Silver, el cual estaba siendo publicado desde el 2004. A raíz de lo anterior, Silver se convirtió en una obra inconclusa. Suetsugu pidió disculpas públicas por su actuar y se retiró del mundo del manga por un período de dos años.